# Mochloribatula texana
Mochloribatula texana är en kvalsterart som först beskrevs av Ewing 1909.  Mochloribatula texana ingår i släktet Mochloribatula och familjen Mochlozetidae. Inga underarter finns listade i Catalogue of Life.